# Taringa (chi sên biển)
Taringa là một chi sên biển, nhóm con sên biển mang trần thuộc nhánh Doridacea, là động vật thân mềm chân bụng không vỏ sống ở biển trong họ Discodorididae.

## Các loài
Các loài trong chi Taringa bao gồm:
- Taringa aivica  Marcus & Marcus, 1967
- Taringa armata  Swennen, 1961
- Taringa ascitica  Ortea, Perez & Llera, 1982
- Taringa bacalladoi  Ortea, Perez & Llera, 1982
- Taringa caudata  Farran, 1905
- Taringa faba  Ballesteros, Llera & Ortea, 1985
- Taringa halgerda  Gosliner & Behrens, 1998
- Taringa luteola Kelaart, 1858
- Taringa millegrana  Alder & Hancock, 1854
- Taringa oleica  Ortea, Perez & Llera, 1982
- Taringa pinoi  Perrone, 1985
- Taringa tarifaensis  Garcia-Gomez, Cervera & Garcia-Martin, 1993
- Taringa telopia  Marcus, 1955  (type loài)
- Taringa tritorquis  Ortea, Perez & Llera, 1982

Đồng nghĩa:
- Taringa fanabensis Ortea & Martínez, 1992 là một đồng nghĩa của Taringa millegrana